# O Amor Segundo Benjamim Schianberg
O Amor Segundo Benjamim Schianberg foi uma minissérie brasileira produzida pela TV Cultura e escrita por Maurício Paroni de Castro e supervisão de texto de Pedro Vieira e direção-geral de Beto Brant e co-produção da TV Cultura e da SESC, teve sua estreia no dia 5 de julho de 2009 e teve um termino no dia 26 de julho de 2009, teve 4 capítulos.

## Elenco

### Personagens Centrais
| Ator             | Personagem |
| ---------------- | ---------- |
| Marina Previato  | Gala       |
| Gustavo Machado  | Feliz      |
| Felipe Ehrenberg | Benjamim   |
| Paula Cohen      | Camila     |
| Gero Camilo      | Sávio      |

 Minisséries de Domingo da TV Cultura 

| Unidos do Livramento | O Amor Segundo Benjamim Schianberg | João Miguel |